# ميناء دويسبورغ
يقع ميناء دويسبورغ الألماني في ملتقى الطرق بين الراين والروهر على بعد 200 كلم من ميناء روتردام، ويعتبر من أكبر الموانئ النهرية في العالم تصل منقولاته إلى 20 مليون طن سنويا ويرتبط بين منطقة الروهر الصناعية والمدن المجاورة ايسن و دوسلدورف التي يبلغ عدد سكانها مجملة 20 مليون نسمة.
من الوظائف الأساسية للميناء استقبال المواد الأولية التي تحتاجها الصناعة في الروهر وتصدير منتوجات الصناعية عبر ميناء روتردام في بحر الشمال.